# Michel Gandoger
Jean Michel Gandoger (* 10. Mai 1850 in Arnas, Département Rhône; † 4. Oktober 1926 ebenda) war ein französischer Botaniker. Sein offizielles botanisches Autorenkürzel lautet „Gand.“
Gandoger war der Sohn eines wohlhabenden Weingutbesitzers aus dem Beaujolais und wurde mit 26 Jahren zum Priester geweiht (Abbé Gandoger). Er widmete sich der Botanik und legte ein umfangreiches Herbarium an (über 800.000 Exemplare), dass später an die Universität Lyon (Botanischer Garten) kam. 
Er sammelte vor allem im Mittelmeerraum (Kreta, Spanien, Portugal, Algerien) und war Spezialist für Rosen. Er publizierte viel. Viele seiner Erstbeschreibungen erwiesen sich aber im Nachhinein als nicht valide und er war schon zu Lebzeiten notorisch bekannt dafür. Er wird sogar im International Code of Botanical Nomenclature als Beispiel für systematische Fehlbeschreibungen zitiert und sein Werk Flora Europaea (das 150.000 Artnamen enthält) wurde systematisch für Benennungsfragen missachtet. Eine Reihe von Pflanzen ist nach ihm benannt.

## Schriften
- Flore lyonnaise et des départements du sud-est, comprenant l'analyse des plantes spontanées et des plantes cultivées comme industrielles ou ornementales. Paris, Lyon 1875
- Essai sur une nouvelle classification des Roses de l'Europe, de l'Orient et du Bassin méditerranéen. in: Bulletin de la Société agricole, scientifique et littéraire des Pyrénées-Orientales, Band 22, 1876, S. 376–415
- Revue du genre Polygonum. Paris 1882
- Flora europaea. 27 Bände, 1883–1891
- Herborisations dans les Pyrénées. Paris, London, Berlin 1884
- Monographie mondiale des Crucifères. 3 Bände